# Guggenheim Productions
Guggenheim Productions ist eine US-amerikanische Filmproduktionsfirma mit Sitz in Washington, D.C.

## Geschichte
Das Unternehmen wurde 1954 von dem damals 29 Jahre alten Fernsehproduzenten und Regisseur Charles Guggenheim als kleines Filmproduktionsstudio unter dem Namen Charles Guggenheim & Associates in St. Louis, Missouri, gegründet. Etwa zehn Jahre nach der Gründung zog das Unternehmen nach Washington, D.C., um näher am politischen Zentrum des Landes zu sein. Ab 1986 arbeitete auch Guggenheims Tochter Grace in dem Unternehmen.
Guggenheim Productions produziert sowohl Spielfilme, als auch Biografien und Clips für politische Kampagnen, Werbefilme und soziale, politische und historische Dokumentarfilme. Unter anderem produzierte das Unternehmen die Präsidentschaftskampagnen von Adlai Stevenson (1956), Robert F. Kennedy (1968), George McGovern (1972), und Edward Kennedy (1980).
Neben dem Fokus auf Dokumentarfilme arbeitet das Unternehmen auch am Folgemarkt und der Verfügbarkeit seiner Filme, um möglichst viele Filmtitel des Unternehmens für die Öffentlichkeit zugänglich zu machen und diese an Pädagogen und Museen auf der ganzen Welt zu vertreiben.
2004 wurde das Charles Guggenheim Center for Documentary Film at the National Archives zu Ehren des Begründers von Guggenheim Productions eröffnet. Ziel des Zentrums ist, das öffentliche Verständnis für den Prozess, die Herausforderungen und die sozialen Auswirkungen des Dokumentarfilmschaffens zu fördern und die Ausbildung junger Menschen und Fachleute zu unterstützen.
Guggenheim Productions gewann insgesamt vier Oscars: für die Dokumentar-Kurzfilme Nine From Little Rock (1965), The Johnstown Flood (1990) und A Time For Justice (1995), sowie für den Kurzfilm Robert Kennedy Remembered (1969).

## Filmografie
- 1956: A City Decides
- 1959: The Great St. Louis Bank Robbery
- 1961: The Fisherman and His Soul
- 1964: Children Without
- 1964: Nine From Little Rock
- 1964: Monument to the Dream
- 1966: Time of the West
- 1968: Robert Kennedy Remembered
- 1971: Who Should Survive?
- 1974: From King to Congress
- 1977: Becky: The Value of Life
- 1977: The Eye of Jefferson
- 1979: HR 6161: An Act of Congress
- 1979: A Place to Be
- 1979: John F. Kennedy: 1917–1963
- 1982: The Klan: A Legacy of Hate in America
- 1983: High Schools
- 1983: Yorktown
- 1986: The Making of Liberty
- 1989: The Johnstown Flood
- 1989: Journey to America
- 1989: Island of Hope, Island of Tears
- 1990: LBJ: A Remembrance
- 1992: A Time for Justice
- 1992: A Life: The Story of Lady Bird Johnson
- 1994: Clear Pictures
- 1994: D-Day Remembered
- 1995: The Shadow of Hate
- 1997: Harry S. Truman: 1884–1972
- 1998: A Place in the Land
- 1999: Life In the Shadows
- 1999: Witnesses
- 1999: The Art of Norton Simon
- 1999: The First Freedom
- 2000: DuPont 200th Anniversary
- 2002: Berga: Soldiers of Another War